# 大韓民国憲法第2条
大韓民国憲法 第2条（だいかんみんこくけんぽう だいにじょう）は、大韓民国憲法の第1章「総綱」にある条文の一つ。大韓民国の国民を規定する。

## 解説
第二条は2つの項から成り、第一項では国民たる地位の要件を法律で定める旨が、第二項では在外国民保護の義務が明示される。